# Federazione calcistica del Malawi
La Federazione calcistica del Malawi (in inglese Football Association of Malawi, acronimo FAM) è l'ente che governa il calcio in Malawi.
Fondata nel 1966, si affiliò alla FIFA nel 1967, e alla CAF nel 1968. Ha sede a Blantyre e controlla il campionato nazionale e la Nazionale del paese.